# كالفن بروك
كالفن بروك (بالإنجليزية: Calvin Brock)‏ (مواليد 22 يناير 1975) هو ملاكم أمريكي، مثّل بلاده في الألعاب الأولمبية الصيفية 2000.

## روابط خارجية
كالفن بروك على موقع بوكس ريك (الإنجليزية) (registration required)
- كالفن بروك على موقع اللجنة الأولمبية الدولية (الإنجليزية)
- كالفن بروك على موقع أوليمبيديا (الإنجليزية)